# Boylston Street
Pour les articles homonymes, voir Boylston.
Boylston Street (API : /ˈboilstʌn/) est une importante rue de Boston, dans l'État américain du Massachusetts. Elle commence à Chinatown, forme la limite sud du Boston Public Garden et du Boston Common, traverse le quartier de Back Bay et se termine à Fenway Kenmore.
Le 15 avril 2013, alors qu'elle est parcourue par le marathon de Boston, elle a été le théâtre des attentats de Boston.

## Éléments notables

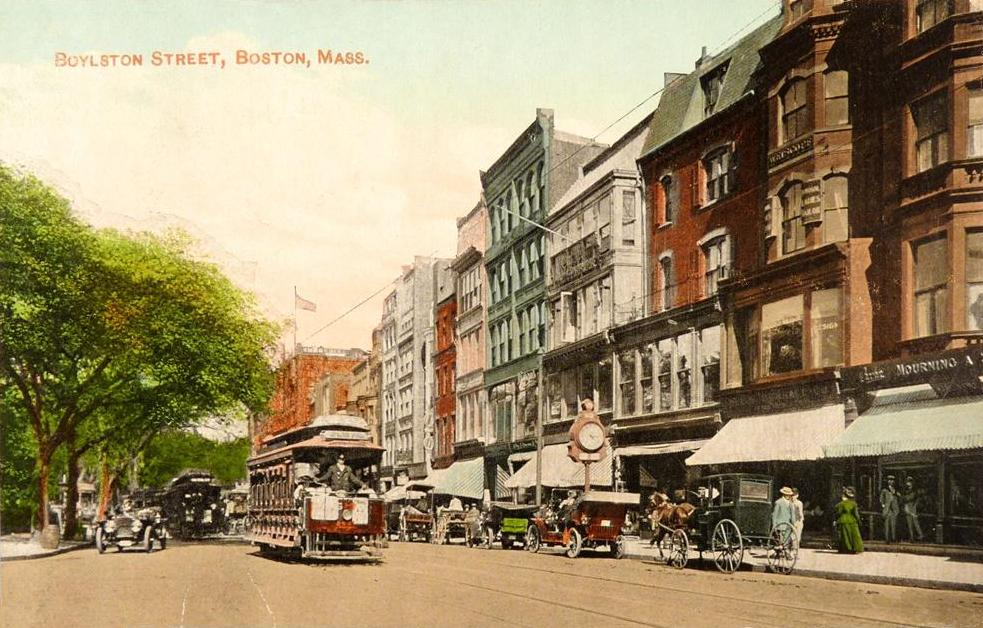
Boylston Street en 1911.

- 500 Boylston Street, un gratte-ciel post-moderne de 1989 ;
- Back Bay Fens (en), un parc urbain franchi par la rue sur un pont ;
- Berklee College of Music
- Bibliothèque publique de Boston
- Boston Common
- Boston Public Garden
- Copley Square
- Église de la Trinité de Boston
- Emerson College
- Hynes Convention Center (en)
- Massachusetts Historical Society
- Old South Church
- Steinert Hall (en)

## Transport
Dans le quartier de Back Bay, Boylston Street est parcourue en souterrain par le tronc central de la ligne verte du métro de Boston (4 stations).